# Nikolaos Frousos
Nikolaos Frousos (in greco: Νικόλαος Φρούσος; Kyparissia, 29 aprile 1974) è un ex calciatore greco, di ruolo attaccante.

## Carriera

### Club
Ha giocato dal 1992 al 2000 con lo Ionikos, successivamente ha disputato 3 stagioni nel PAOK FC, mentre nell'estate del 2003 ha fatto ritorno allo Ionikos.
Nel campionato seguente si è trasferito all'Anorthōsis, società nella quale milita attualmente.

### Nazionale
Ha giocato 7 partite con la nazionale greca.

## Palmarès

### Club

#### Competizioni nazionali
- Beta Ethniki: 1

Ionikos: 1993-1994
- Coppa di Grecia: 1

PAOK: 2002-2003
- Campionato cipriota: 2

Anorthosis: 2004-2005, 2007-2008
- Coppa di Cipro: 1

Anorthosis: 2006-2007
- Supercoppa di Cipro: 1

Anorthosis: 2007